# Imperi Durrani
L'Imperi Durrani fou un imperi que s'estenia des de l'Altiplà del Tibet fins a les costes del Balutxistan i que comprenia els actuals països de l'Afganistan, el Pakistan i part de l'Iran i el Turkmenistan. La capital oficial es trobava a Kandahar. Fou creat el 1747 per la dinastía durrani, una tribu i dinastia de l'Afganistan, abans Abdali.
La tribu durrani vivia a Herat i fou traslladada per Nadir Shah de Pèrsia a la regió de Kandahar. Àhmad Xah Durrani va canviar el seu nom a Durrani (durr = perla) i va durar fins a l'any 1826.
L'idioma oficial de l'imperi era el paixtu; també es parlava l'urdú i el persa. La religio oficial era l'islam. L'imperi desaparegué quan l'envaïeren els britànics i es creà el regne de l'Afganistan.
Del 1839 al 1842 va recuperar breument el poder amb l'ajut britànic i dels sikhs.

## Genealogia dels emirs
- Àhmad Xah Durrani 1747-1771
  - Timur Xah Durrani 1771-1793 
    - Zaman Shah Durrani 1793-1801
    - Mahmud Xah Durrani 1801-1804 i 1809-1815 (a Herat 1815-1818)
      - Kamran Xah Durrani 1804-1809

    - Xuja Xah Durrani 1804-1809
    - Sultan Alí Xah Durrani 1818-1819 (a Herat)
    - Ayub Xah Durrani 1819-1823 (a Herat)

## Branca Sadozai dels Durrani
- Xudja Xah Durrani 1839-1842
- Altaf Djong 1842